# Buzzin' (Shwayze)
Buzzin' è un singolo del rapper statunitense Shwayze, pubblicato il 21 maggio 2008 come primo estratto dal primo album in studio Shwayze.

## Successo commerciale
La canzone ha raggiunto la posizione numero 46 della Billboard Hot 100 e la numero 47 della Pop 100. Il brano è stato utilizzato nella colonna sonora di un episodio della serie televisiva Gossip Girl.

## Video musicale
Il videoclip è stato diretto dal regista Robert Hales.

## Tracce
CD Single Suretone SHWAYZE1
1. Buzzin' – 3:32
2. Buzzin' (Instrumental) – 3:32

CD Maxi
1. Buzzin' – 3:32
2. Buzzin' (Villains Remix) – 4:37
3. James Brown Is Dead – 3:14
4. Buzzin' – 3:24

## Classifiche
| Classifica (2008)                | Posizione più alta |
| -------------------------------- | ------------------ |
| U.S. Billboard Hot 100           | 46                 |
| U.S. Billboard Pop 100           | 47                 |
| U.S. Billboard Top Digital Songs | 18                 |
| Europa                           | 95                 |
| Canada                           | 80                 |
| Belgio                           | 17                 |
| Svizzera                         | 63                 |
| Austria                          | 45                 |